# نخل سوزنی
نخل سوزنی (نام علمی: Rhapidophyllum hystrix) نام یک گونه از تیره نخل است.